# 1963 en science-fiction
| Années de la science-fiction : 1960 - 1961 - 1962 - 1963 - 1964 - 1965 - 1966    |
| Décennies de la science-fiction : 1930 - 1940 - 1950 - 1960 - 1970 - 1980 - 1990 |

L'année 1963 a été marquée, en matière de science-fiction, par les événements suivants.

## Naissances et décès

### Naissances
- 24 mai : Michael Chabon, écrivain américain.
- 10 novembre : Sylvie Denis, écrivain français.
- 30 décembre : Xavier Mauméjean, écrivain français.
- Aleksandar Žiljak

### Décès
- date indéterminée : Mark Clifton, écrivain américain, mort à 57 ans.
- 22 novembre : C. S. Lewis, écrivain britannique, mort à 64 ans.
- 22 novembre : Aldous Huxley, écrivain britannique, mort à 69 ans.

## Prix

### Prix Hugo
- Roman : Le Maître du Haut Château (The Man in the High Castle) par Philip K. Dick
- Nouvelle : Les Maîtres des dragons (en) (The Dragon Masters) par Jack Vance
- Présentation dramatique : prix non décerné
- Magazine professionnel : The Magazine of Fantasy & Science Fiction, édité par Robert P. Mills (en) et Avram Davidson
- Artiste professionnel : Roy Krenkel
- Magazine amateur : Xero, édité par Richard A. Lupoff et Pat Lupoff
- Prix spécial : Peter Schuyler Miller pour ses critiques de livres dans Analog Science Fiction and Fact
- Prix spécial : Isaac Asimov pour ses articles dans The Magazine of Fantasy & Science Fiction

## Parutions littéraires

### Romans
- Au carrefour des étoiles par Clifford D. Simak
- Le Berceau du chat par Kurt Vonnegut
- Les Orphelins du ciel par Robert A. Heinlein
- La Planète des singes par Pierre Boulle
- Podkayne, fille de Mars par Robert A. Heinlein
- Route de la gloire par Robert A. Heinlein
- Sauvage Pellucidar par Edgar Rice Burroughs

### Nouvelles
- Les Colporteurs de souffrance par Robert Silverberg
- Pas de trêve avec les rois ! par Poul Anderson

## Sorties audiovisuelles

### Films
- Au-devant du rêve par Mikhail Karzhukov et Otar Koberidze.
- Les Damnés par Joseph Losey.
- L'Horrible Cas du docteur X par Roger Corman.
- Ikarie XB-1 par Jindřich Polák.
- La Révolte des Triffides par Steve Sekely et Freddie Francis.
- La Souris sur la Lune par Richard Lester.
- Steps to the Moon par Ion Popescu-Gopo.